# Eduard von Gellhorn
Eduard August Wilhelm Sylvius von Gellhorn (* 18. Dezember 1792 in Frankenstein, Herzogtum Münsterberg; † 31. Januar 1847 in Jakobsdorf, Landkreis Schweidnitz, Provinz Schlesien) war ein preußischer Rittmeister, Rittergutsbesitzer und Landrat.

## Herkunft und Leben
Eduard von Gellhorn war Angehöriger des schlesischen Uradelsgeschlechts Gellhorn. Er war ein Sohn von August von Gellhorn (1763–1842), preußischer Landrat des Frankensteiner Kreises und dessen Ehefrau (⚭ 1791) Wilhelmine Charlotte (1768–1821), geb. Freiin von Richthofen. Zwischen 1842 und 1846 amtierte Eduard von Gellhorn in der Nachfolge von Eduard Hufeland als Landrat des Landkreises Schweidnitz. Ihm im Amt folgte sein ältester Sohn Ubaldo von Gellhorn (1817–1895).

## Persönliches
Eduard von Gellhorn war Rittergutsbesitzer auf Jakobsdorf und Grunau. Von 1842 bis zu seinem Tod im Jahr 1847 amtierte er als königlicher Compatronats-Commissarius des Schweidnitzer Gymnasial-Collegiums.

## Familie
Er war seit dem 26. Juni 1816 mit Ernestine Maximiliane Charlotte (1794–1849), geb. von Studnitz, verheiratet. Die Kinder aus dieser Ehe waren:
- Ubaldo (1817–1895), Landrat im Landkreis Schweidnitz
- Roderich (1822–1901), Farmer in Texas
- Viktor (1828–1862), preußischer Rittmeister
- Ernst Arthur (1834–1865), preußischer Major